# Totoliboqui
Totoliboqui är en ort i Mexiko.   Den ligger i kommunen Huatabampo och delstaten Sonora, i den västra delen av landet, 1 300 km nordväst om huvudstaden Mexico City. Totoliboqui ligger 35 meter över havet och antalet invånare är 217.
Terrängen runt Totoliboqui är platt. Runt Totoliboqui är det ganska tätbefolkat, med 67 invånare per kvadratkilometer. Närmaste större samhälle är Emigdio Ruiz, 15,6 km sydost om Totoliboqui. Trakten runt Totoliboqui består till största delen av jordbruksmark.